# Мішель Сіфр
Мішель Сіфр (фр. Michel Siffre; 3 січня 1939, Ніцца — 25 серпня 2024, там само) — французький вчений, геолог, спелеолог, «спелеонавт». Здобув широку популярність завдяки серії хронобіологічних експериментів «Поза часом», в ході яких кілька місяців знаходився на самоті в печері без можливості визначення часу та дати, вивчаючи суб'єктивне відчуття плину часу.
В результаті досліджень виявив, що людський організм самостійно пристосовується до 24-годинного або 48-годинного циклу. Так, протягом 22 діб тривалість його власної доби варіювала від 42 до 50 годин (у середньому 48 годин), з тривалими періодами безперервної активності — від 25 до 45 годин (у середньому 34 години) і з тривалістю сну від 7 до 20 годин. Це відкриття було назване дводобовим ритмом.
Результати його досліджень були використані у французькій космічній програмі.